# Leucothea (déesse)
Leucothea (« Blanche déesse ») est une divinité gauloise et gallo-romaine protectrice des Parisii et de Paris, mais le nom qu'on lui connaît est de formation grecque.
Selon Anne Lombard-Jourdan, elle était une divinité protectrice de la navigation sur la Seine, honorée par les Nautae Parisiaci. Ceux-ci auraient assimilé une divinité locale protectrice liée à la Seine, dont le nom gaulois n'a pas été conservé, à la déesse grecque Leucothée, métamorphose d'Ino, devenue protectrice des marins et des naufragés.
Son temple se dressait sur le mons Lucoticius ou Lucotitius, ce qui deviendra la Montagne Sainte-Geneviève.
Plus tard, sainte Geneviève, devenue protectrice de Paris, emprunte certains traits à Leucothea.